# Reprezentacja Polski w skokach narciarskich 2007/2008
Reprezentacja Polski w skokach narciarskich 2007/08
Skład reprezentacji na sezon 2007/08 został ogłoszony oficjalnie 24 kwietnia 2007 podczas posiedzenia zarządu PZN. 
W porównaniu z poprzednim sezonem, w składach dokonano wielu zmian – z reprezentacji wypadło 9 zawodników będących w składzie na sezon 2006/07 (m.in. Robert Mateja, czy Tomisław Tajner). Jednak dodatkowo dla 6 zawodników spoza reprezentacji stworzono w Wiśle oraz Zakopanem specjalne centra treningowe. Dla skoczków z tych ośrodków wciąż miała być otwarta droga do występów w międzynarodowych zawodach. 

## Skład reprezentacji
Kadra A
Zawodnicy:
- Stefan Hula (AKS Zakopane)

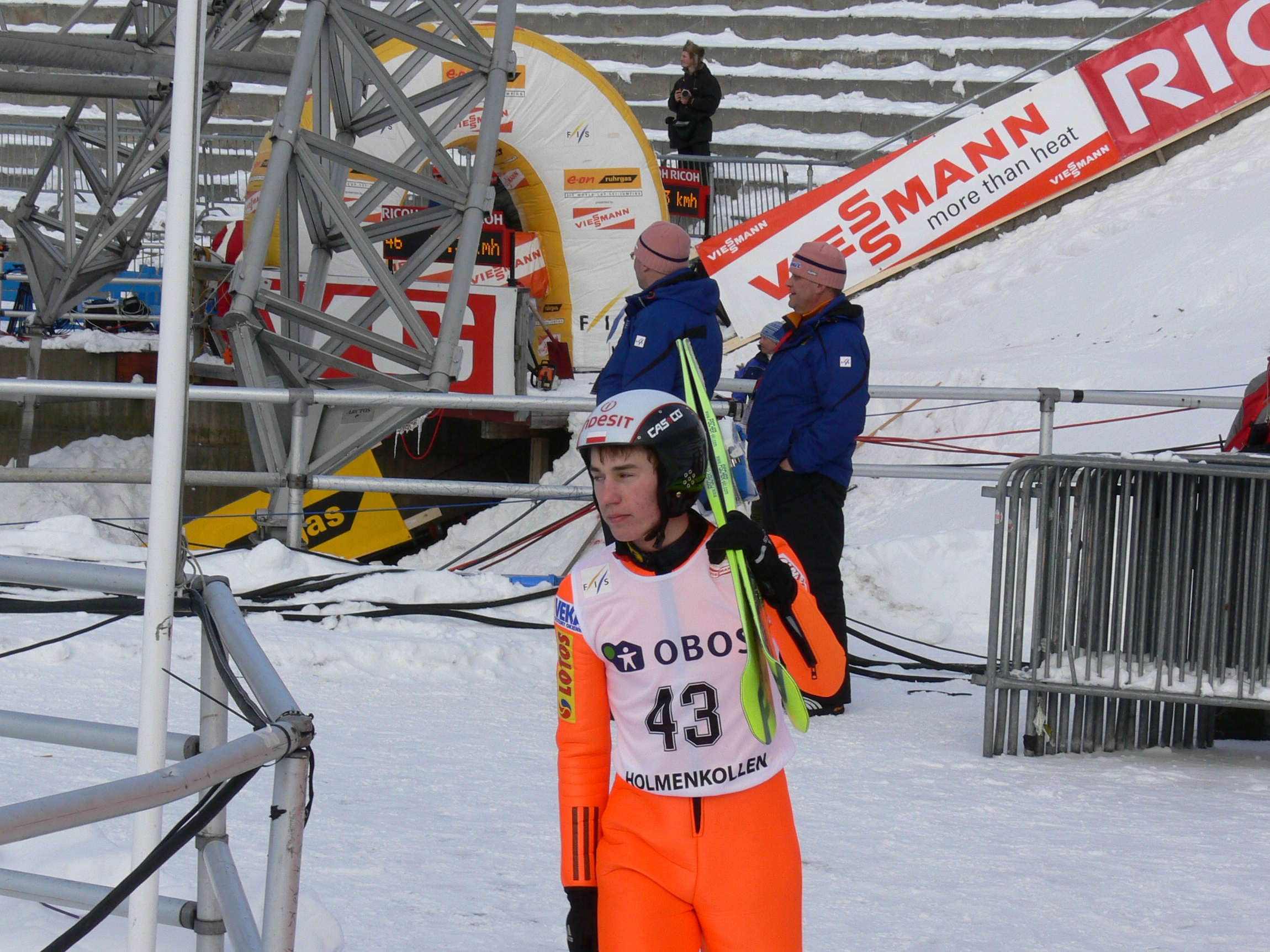
Kamil Stoch
kadra A

- Maciej Kot (Start Krokiew Zakopane)
- Kamil Kowal (Start Krokiew Zakopane)
- Adam Małysz (KS Wisła Ustronianka)
- Krzysztof Miętus (Start Krokiew Zakopane)
- Kamil Stoch (Poroniec Poronin)
- Piotr Żyła (KS Wisła Ustronianka)

Sztab szkoleniowo-przygotowawczy:
- Hannu Lepistö (trener główny)
- Łukasz Kruczek (asystent trenera)
- Zbigniew Klimowski (asystent trenera)
- Rafał Kot (fizjoterapeuta)
- Aleksander Winiarski (lekarz)
- Piotr Krężałek (biomechanik)
- Maciej Maciusiak (serviceman)

Kadra B
Zawodnicy:
- Mateusz Cieślar (KS Wisła Ustronianka)
- Wojciech Gąsienica-Kotelnicki (Start Krokiew Zakopane)
- Jakub Kot (Start Krokiew Zakopane)
- Dawid Kowal (Start Krokiew Zakopane)
- Dawid Kubacki (Wisła Zakopane)
- Łukasz Rutkowski (Wisła Zakopane)
- Sebastian Toczek (Start Krokiew Zakopane)
- Jan Ziobro (WKS Zakopane)

Sztab szkoleniowo-przygotowawczy:
- Adam Celej (trener główny)
- Piotr Fijas (asystent trenera)
- Bartłomiej Bester (fizjolog)
- Piotr Krężałek (biomechanik)
- Aleksander Winiarski (lekarz)
- Grzegorz Sobczyk (serviceman)

Kadra młodzieżowa
Zawodnicy:
- Tomasz Byrt (KS Wisła Ustronianka)
- Adam Cieślar (KS Wisła Ustronianka)
- Grzegorz Miętus (Start Krokiew Zakopane)
- Klemens Murańka (Wisła Zakopane)
- Kamil Skrobot (Wisła Zakopane)
- Paweł Słowiok (KS Wisła Ustronianka)
- Andrzej Zapotoczny (Start Krokiew Zakopane)

Sztab szkoleniowo-przygotowawczy:
- Józef Jarząbek (trener główny)
- Jan Szturc (asystent trenera)